# Saint-Hilaire-le-Châtel
Saint-Hilaire-le-Châtel – miejscowość i gmina we Francji, w regionie Normandia, w departamencie Orne.
Według danych na rok 1990 gminę zamieszkiwało 569 osób, a gęstość zaludnienia wynosiła 25 osób/km² (wśród 1815 gmin Dolnej Normandii Saint-Hilaire-le-Châtel plasuje się na 394. miejscu pod względem liczby ludności, natomiast pod względem powierzchni na miejscu 83.).